# ارلینگ جسن
ارلینگ جسن (انگلیسی: Erling Jessen؛ زادهٔ ۳۱ august ۱۹۳۸ (۸۶ سال)) ورزشکار اهل دانمارک است.
وی در مسابقات کشوری و بین‌المللی در مجموع برندهٔ ۱ مدال برنز شده‌است.